# Шептон (Пенсилванија)
Шептон (енгл. Sheppton) насељено је место без административног статуса у америчкој савезној држави Пенсилванија.

## Демографија
По попису из 2010. године број становника је 239, што је 0 (0,0%) становника више него 2000. године.
| Група             | 2000.        | 2010.       |
| Белци             | 239 (100,0%) | 235 (98,3%) |
| Афроамериканци    | 0 (0,0%)     | 0 (0,0%)    |
| Азијати           | 0 (0,0%)     | 2 (0,8%)    |
| Хиспаноамериканци | 0 (0,0%)     | 0 (0,0%)    |
| Укупно            | 239          | 239         |